# Alonso Fernández de Madrigal
Alonso Fernández de Madrigal (* um 1400/10 in Madrigal de las Altas Torres in der Provinz Ávila; † 3. September 1455 in Bonilla de la Sierra; auch bekannt als el Tostado (latinisiert Tostatus) „sonnenverbrannt, braun“) war Theologe, Literat und Bischof von Ávila.

## Biographie
Alonso Fernández war ein Sohn von Alfonso Tostado und Isabel de Ribera. Bereits in jungen Jahren begann er seine Studien der Kunst, Theologie und des kanonischen Rechts an der Universität Salamanca und wurde an das im Jahre 1401 gegründete Colegio Mayor de San Bartolomé berufen, welches die älteste Lehreinrichtung ihrer Art in Spanien war. Er wurde dort Kollegiat und später Rektor des Kollegs San Bartolomé und leitete vor 1436 den Lehrstuhl für Kunst und Moralphilosophie, später auch den Lehrstuhl für Poesie und ab 1441 den für Bibelwissenschaft an der Universität. Er erwarb sich einen ausgezeichneten Ruf als Theologe und Redner – so hielt er bereits im Alter von 22 Jahren vielbesuchte Vorträge. Er war nicht nur Theologe, sondern auch Philosoph, galt als Kenner des kanonischen und kaiserlichen Rechts, als bewandert in Griechisch und Hebräisch und ebenso als sehr gebildet in Mathematik und Geographie.
1442 reiste er im Auftrag des Königs Johann II. nach Florenz, um am Konzil von Ferrara-Florenz teilzunehmen, das in der Kirche Santa Maria Maggiore abgehalten wurde. Vor Juni 1443 wurde er zum Professor der Theologieernannt.
Fernández de Madrigal vertrat die Meinung, dass die Lehren eines Konzils Vorrang vor den Aussagen eines Papstes haben. Er legte 1443 in Siena 21 Thesen vor. Er wurde daraufhin wegen angeblicher Unterstützung von Ketzern und ketzerischer Meinungen bei Papst Eugen IV. angezeigt – durch einen Brief konnte er diese Anfeindungen jedoch aus der Welt schaffen. Trotzdem wurden seine Thesen vom Papst abgelehnt. Nach seiner Rückkehr nach Kastilien trat er 1444 in der Kartause Nuestra Señora de Aniago dem Kartäuserorden bei. König Johann II. ernannte ihn zu seinem Ratgeber und wurde 1454 wurde er auf dessen Wunsch hin Bischofsamt von Ávila.

## Nachwirkungen
Fernández de Madrigal galt als einer der Wegbereiter des Humanismus in Spanien. Er blieb über seinen Tod hinaus in Spanien populär – zu seinen Schülern gehörten Fernando del Pulgar und Alfonso de Palencia. Eine umgangssprachliche Redewendung lautet immer noch saber más que El Tostado („mehr wissen als El Tostado“).

## Werke
In seiner Schrift Defensorium wandte er sich gegen bestimmte papstzentrierte Auffassungen Juan de Torquemadas, die dieser auf dem Konzil vertreten hatte. Daneben verfasste er Kommentare zu Eusebius von Caesarea, zu den historischen Büchern des Alten Testaments (1. und 2. Buch der Chronik) und zum Matthäusevangelium. Im Libellus de statu animarum post mortem (1436) dachte er über den Zustand der Seele nach dem Tod nach. In seinem Werk Libellus de optima politia (1436) beschäftigte er sich mit Regierungsformen und die Schrift Libro de las paradoxas (ca. 1437) befasst sich mit Fragen der Logik. Auch mit den Themen Liebe und Freundschaft hat er sich in seinem Traktat Breviloquio de amor e amiciçia (ca. 1437–1441) auseinandergesetzt.

## Grabmal

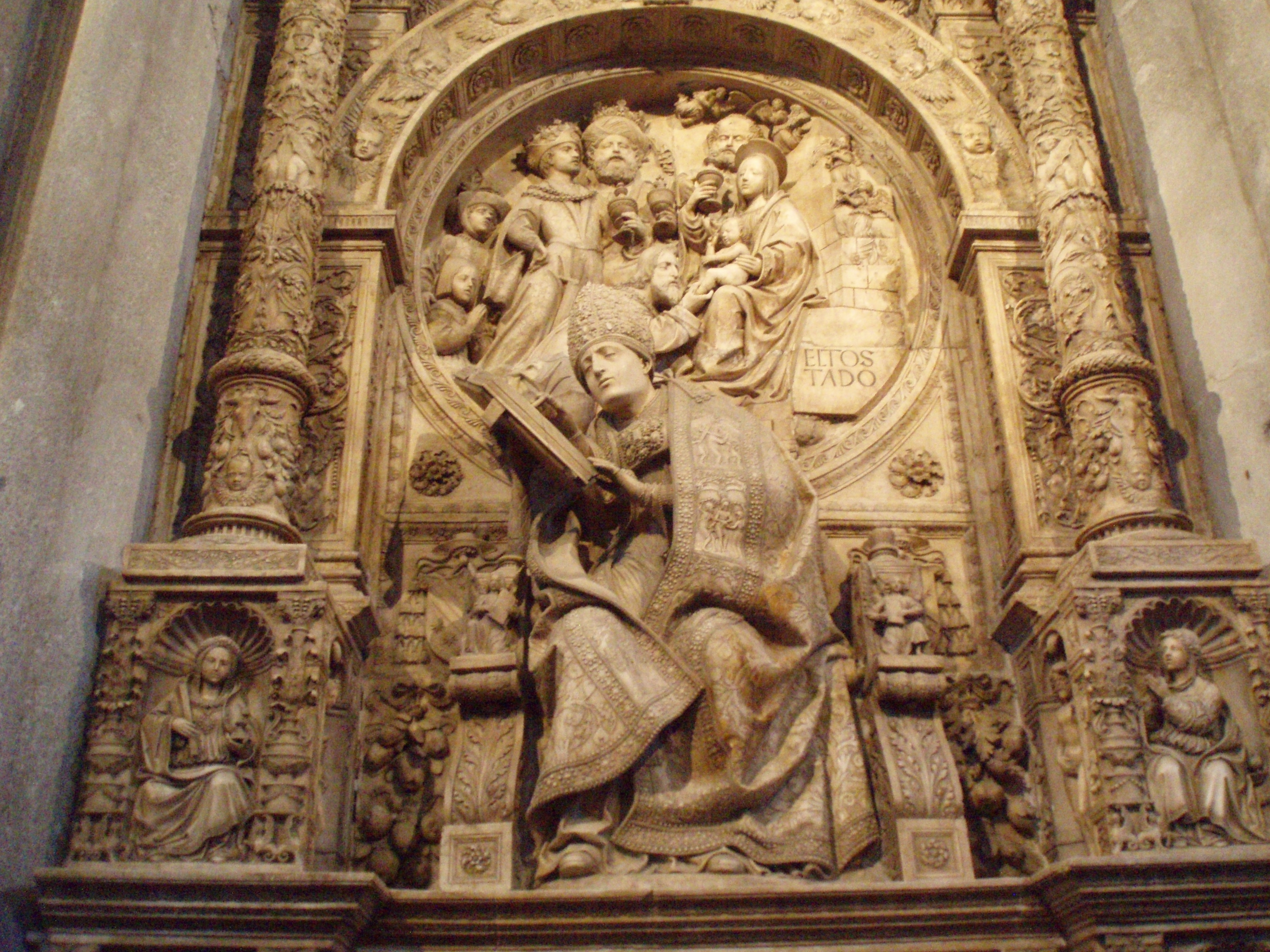
Das Grabmal El Tostados (um 1515) im Chorumgang der Kathedrale von Ávila gehört zu den großen Meisterwerken europäischer Bildhauerkunst des frühen 16. Jahrhunderts.

Das Grabmal El Tostados in der Kathedrale von Ávila gehört zu den Höhepunkten europäischer Bildhauerkunst des frühen 16. Jahrhunderts. Es wurde erst 1511, also viele Jahre nach seinem Tod, von seinem Bewunderer und Amtsnachfolger Alonso Carrillo de Albornoz bei dem Bildhauer Vasco de la Zarza in Auftrag gegeben. Die Fertigstellung könnte mehrere Jahre in Anspruch genommen haben, so dass das Werk erst um 1520 der noblen Öffentlichkeit gezeigt werden konnte. Aufgestellt wurde es – wie ein Altarretabel – im Chorumgang der Kathedrale von Ávila über einem Altar, an dem zum Seelenheil des Bischofs Messen gelesen wurden. Die seitwärtsgewandte konzentrierte Lesehaltung der Figur und das äußerst kleinteilige Dekor des Brokatmantels, in welchen Szenen der Passion Christi eingearbeitet sind, zeugen von dem großen künstlerischen Empfinden und handwerklichen Können des Bildhauers.